# Hoofdklasse (Surinam)
Hoofdklasse este un campionat de fotbal din zona CONCACAF, care se joacă în Surinam.

## Echipele sezonului 2009-10
| Echipă               | Oraș       | Stadion                      | Locuri |
| -------------------- | ---------- | ---------------------------- | ------ |
| FCS Nacional         | Paramaribo | Nacionello Stadion           | 1.500  |
| Inter Moengotapoe    | Moengo     | Ronnie Brunswijkstadion      | 2.000  |
| Jai Hanuman          | Livorno    | Eddy Blackman Stadion        | 2.000  |
| SV Boskamp           | Groningen  | J. Eliazer Stadion           | 1.000  |
| SV Leo Victor        | Paramaribo | Dr.Ir.F.Essed Stadion        | 3.500  |
| SV Robinhood         | Paramaribo | Andre Kamperveen Stadion     | 6.000  |
| SV Transvaal         | Paramaribo | Andre Kamperveen Stadion     | 6.000  |
| SV Voorwaarts        | Paramaribo | Voorwaartsveld               | 1.500  |
| The Brothers         | Coronie    | Letitia Vriesde Sportcomplex | 1.000  |
| Walking Boyz Company | Paramaribo | Andre Kamperveen Stadion     | 6.000  |

## Golgeteri
| Sezon     | Jucător                      | Echipă                     | Goluri |
| --------- | ---------------------------- | -------------------------- | ------ |
| 2001/2002 | Clifton Sandvliet            | Surinaams National Leger   | 27     |
| 2002/2003 | Mario Maasie Gordon Kinsaini | SV Leo Victor SV Robinhood | 18     |
| 2004/2005 | Cleven Wanabo                | Royal'95                   | 24     |
| 2005/2006 | Clifton Sandvliet            | Walking Boyz Company       | 27     |
| 2006/2007 | Alex Soares                  | Jai Hanuman                | 28     |
| 2007/2008 | Ifenildo Vlijter             | SV Robinhood               | 17     |
| 2008/2009 | Anthony Abrahams             | SV Leo Victor              | 22     |